# Стејановци
Стејановци су насеље у Србији у општини Рума у Сремском округу. Према попису из 2022. било је 762 становника.
Овде се налази црква Светог Николе као споменик културе и Спомен обележје „Мост размене” као знаменито место.

## Историја
Место је 1885. године било у Ердевичком изборном срезу са својих 789 душа.
У прошлости је постојао Манастир Стејановци.

## Демографија
У насељу Стејановци живи 818 пунолетних становника, а просечна старост становништва износи 41,2 година (39,0 код мушкараца и 43,2 код жена). У насељу има 328 домаћинстава, а просечан број чланова по домаћинству је 3,11.
Ово насеље је великим делом насељено Србима (према попису из 2002. године).
|  |

| Демографија | Демографија | Демографија |
| Година      | Становника  | Становника  |
| ----------- | ----------- | ----------- |
| 1948.       | 901         |             |
| 1953.       | 919         |             |
| 1961.       | 1.061       |             |
| 1971.       | 1.004       |             |
| 1981.       | 964         |             |
| 1991.       | 976         | 968         |
| 2002.       | 1.020       | 1.037       |

| Етнички састав према попису из 2002.‍ | Етнички састав према попису из 2002.‍ | Етнички састав према попису из 2002.‍ | Етнички састав према попису из 2002.‍ | Етнички састав према попису из 2002.‍ |
| ------------------------------------ | ------------------------------------ | ------------------------------------ | ------------------------------------ | ------------------------------------ |
|                                      |                                      |                                      |                                      |                                      |
| Срби                                 | Срби                                 |                                      | 998                                  | 97,84%                               |
| Хрвати                               | Хрвати                               |                                      | 3                                    | 0,29%                                |
| непознато                            | непознато                            |                                      | 19                                   | 1,86%                                |

| Година пописа     | 1948. | 1953. | 1961. | 1971. | 1981. | 1991. | 2002. |
| ----------------- | ----- | ----- | ----- | ----- | ----- | ----- | ----- |
| Број домаћинстава | 227   | 238   | 288   | 276   | 306   | 281   | 328   |

| Број чланова      | 1  | 2  | 3  | 4  | 5  | 6  | 7 | 8 | 9 | 10 и више | Просек |
| ----------------- | -- | -- | -- | -- | -- | -- | - | - | - | --------- | ------ |
| Број домаћинстава | 61 | 84 | 56 | 58 | 42 | 16 | 6 | 2 | 3 | 0         | 3,11   |

| Пол    | Укупно | Неожењен/Неудата | Ожењен/Удата | Удовац/Удовица | Разведен/Разведена | Непознато |
| ------ | ------ | ---------------- | ------------ | -------------- | ------------------ | --------- |
| Мушки  | 415    | 121              | 268          | 16             | 9                  | 1         |
| Женски | 461    | 81               | 275          | 97             | 8                  | 0         |
| УКУПНО | 876    | 202              | 543          | 113            | 17                 | 1         |

| Пол    | Укупно                    | Пољопривреда, лов и шумарство | Рибарство                            | Вађење руде и камена | Прерађивачка индустрија       |
| ------ | ------------------------- | ----------------------------- | ------------------------------------ | -------------------- | ----------------------------- |
| Мушки  | 248                       | 148                           | 0                                    | 0                    | 27                            |
| Женски | 135                       | 92                            | 0                                    | 0                    | 15                            |
| УКУПНО | 383                       | 240                           | 0                                    | 0                    | 42                            |
| Пол    | Производња и снабдевање   | Грађевинарство                | Трговина                             | Хотели и ресторани   | Саобраћај, складиштење и везе |
| Мушки  | 3                         | 14                            | 7                                    | 1                    | 11                            |
| Женски | 0                         | 1                             | 7                                    | 1                    | 0                             |
| УКУПНО | 3                         | 15                            | 14                                   | 2                    | 11                            |
| Пол    | Финансијско посредовање   | Некретнине                    | Државна управа и одбрана             | Образовање           | Здравствени и социјални рад   |
| Мушки  | 1                         | 1                             | 5                                    | 1                    | 0                             |
| Женски | 0                         | 0                             | 4                                    | 3                    | 5                             |
| УКУПНО | 1                         | 1                             | 9                                    | 4                    | 5                             |
| Пол    | Остале услужне активности | Приватна домаћинства          | Екстериторијалне организације и тела | Непознато            | Непознато                     |
| Мушки  | 2                         | 0                             | 0                                    | 27                   | 27                            |
| Женски | 0                         | 0                             | 0                                    | 7                    | 7                             |
| УКУПНО | 2                         | 0                             | 0                                    | 34                   | 34                            |